# CSMブカレスト (女子バレーボール)
CSMブカレスト女子バレーボール部門（シーエスエム ブカレスト、原語表記：Clubul Sportiv Municipal București）は、ルーマニアのブカレストを本拠地とするCSMブカレストの女子バレーボール部門である。バレーボール欧州チャンピオンズリーグの出場チームの一つである。国内ではDivizia A1リーグに所属している。

## 主な在籍選手
- ソイラ・バロス
- ヨバナ・ブラコチェビッチ
- スザナ・チェービッチ
- ヤスナ・マイストロビッチ
- マリヤ・カラカシェバ
- エミルセ・ソサ
- アナ・チエミ・タカギ
- 橋本直子
- 田代佳奈美
- 井上琴絵
- 斎田杏
- 菊池杏菜
- ノエミ・シニョリーレ
- ニコレ・コールハース
- マレト・バルケステイン
- ナディア・コドラ
- マテア・イキッチ
- ニコラ・ラドソバ
- アデリナ・ブダイ・ウングレアーヌ

## 主な在籍監督
- François Salvagni
- フェルハト・アクバシュ